# Hymenocallis littoralis
Espèce
Hymenocallis littoralis, l'Hyménocalle littoral ou lys araignée, est une espèce végétale de la famille des Amaryllidaceae, originaire des régions côtières plus chaudes d’Amérique latine, largement cultivée et naturalisée dans de nombreux pays tropicaux.

## Description
Hymenocallis littoralis est une plante herbacée vivace bulbeuse. Sa hauteur varie de 60 à 70 cm. Le bulbe a un diamètre de 7 à 10 cm (3-4 pouces). Avec l’âge, le bulbe développe une tige atteignant 4–5 cm de diamètre. Les fleurs sont grandes, blanches, parfumées à la vanille et sessiles. Les tépales sont fixés à la coupe staminale. Le tube de chaque fleur mesure entre 14 et 17 cm de long.

## Galerie de photographies

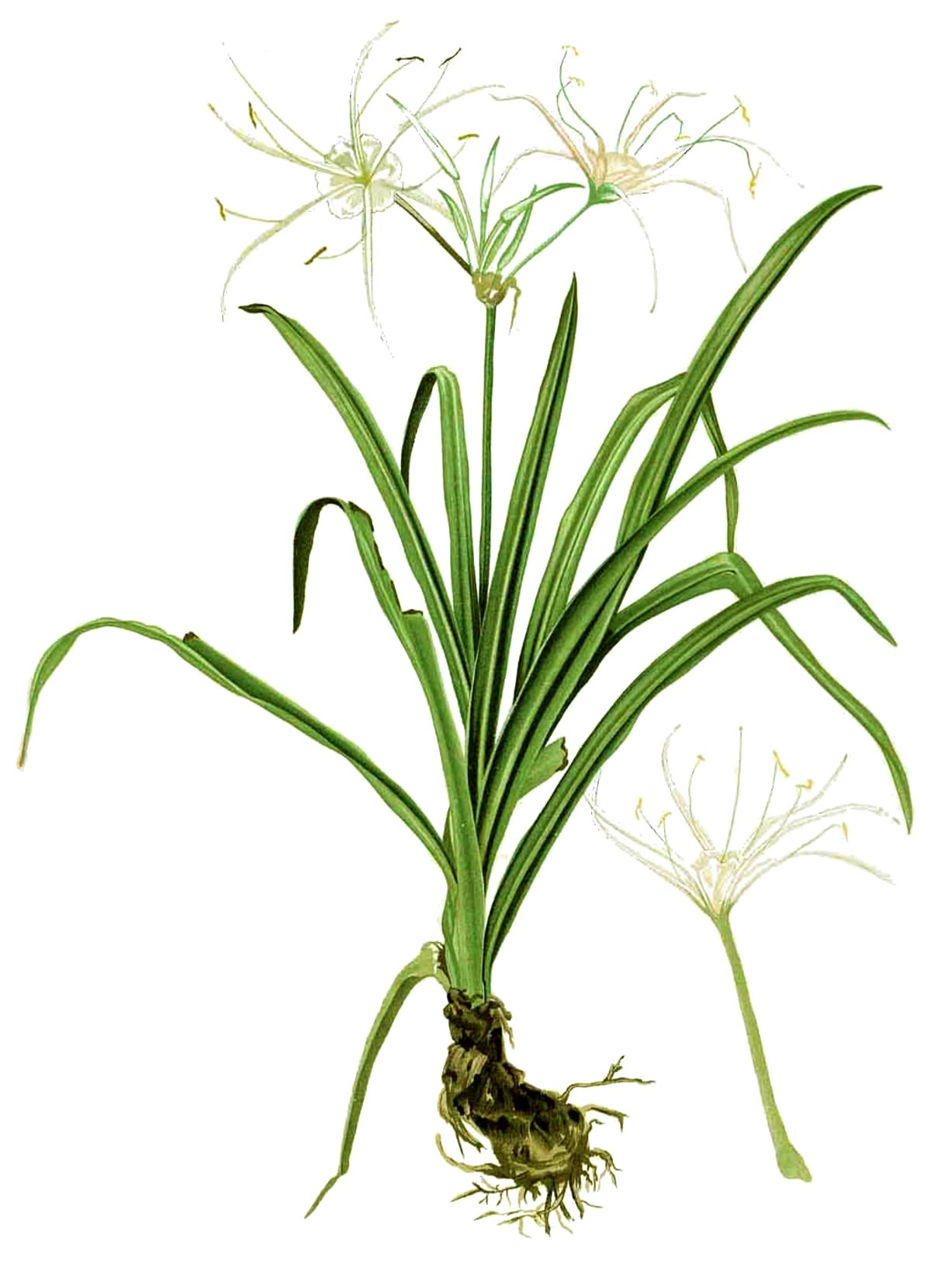
Planche 411,livre Flora de Filipinas, illustration Francisco Manuel Blanco, entre 1880 et 1883
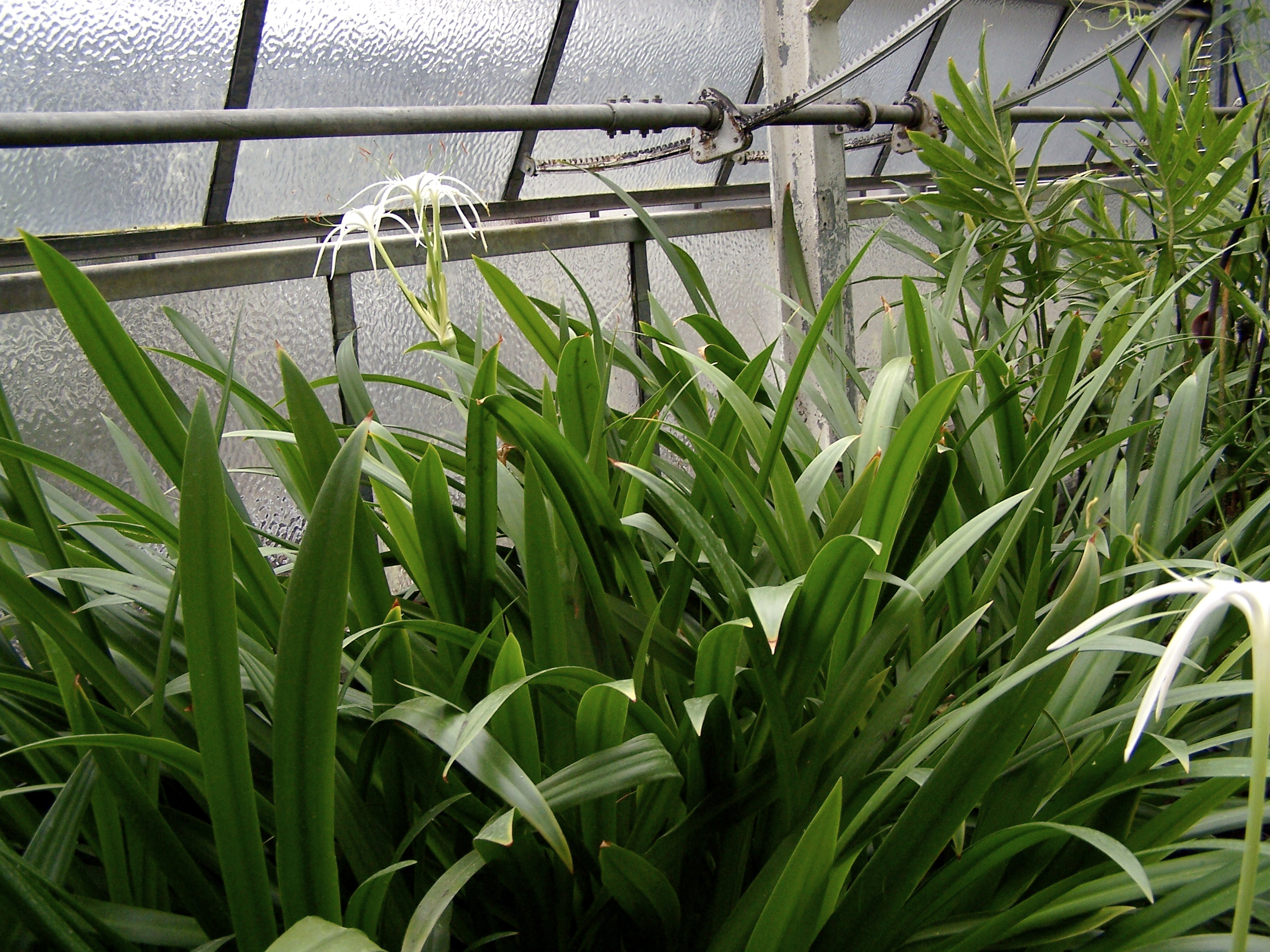
Jardin botanique de l'Université Georg-August de Göttingen,  Allemagne
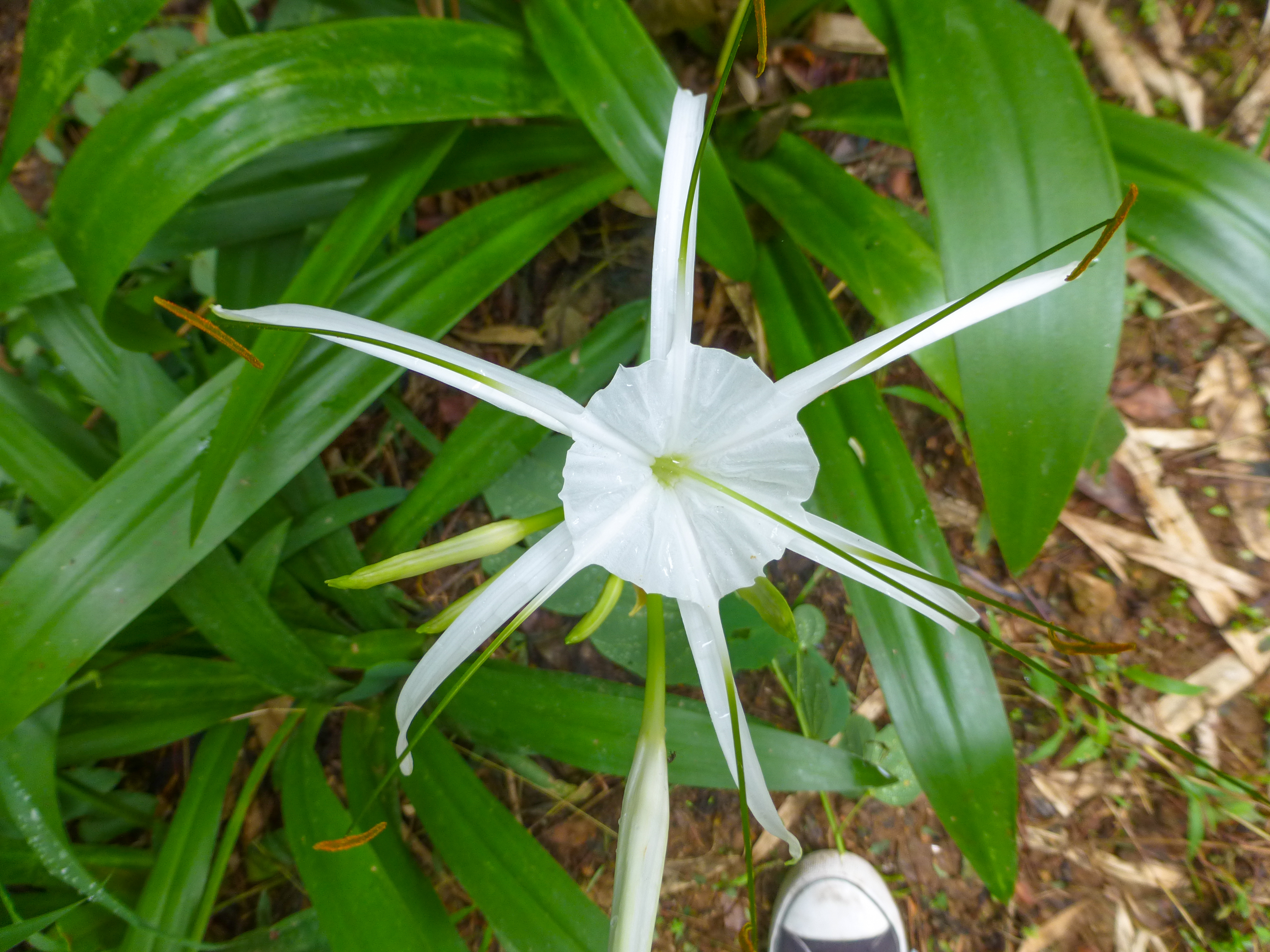
Jardin botanique de la reine Sirikit, Thaïlande

## Distribution
Hymenocallis littoralis est considéré comme originaire du Belize, du Brésil, de la Colombie, du Costa Rica, du Honduras, du Mexique, du Nicaragua, du Panama, du Pérou et du Venezuela. Il est considéré comme naturalisé en Angola, dans l' archipel de Bismarck, au Cap-Vert, dans les îles Caroline, en République centrafricaine, dans l'archipel des Chagos, en Équateur, en Guinée équatoriale, aux Fidji, en Guyane française, en Gambie, dans les îles Gilbert, en Guinée, en Guinée-Guinée, dans les îles du Golfe de Guinée, à Hawaï, en Inde, à Java, dans les îles de la Ligne, les Îles Mariannes, les Marquises, les Îles Marshall, Maurice, Nauru, Niue, l'archipel d'Ogasawara, les Philippines, les Samoa, les Seychelles, les Îles de la Société, le Sri Lanka, à Suriname, dans les Tonga, l'île de Wake, le Zaïre et la Zambie.

## Horticulture
Hymenocallis littoralis est souvent cultivé comme plante ornementale. La lumière du soleil à mi-ombre est essentielle à la croissance et à la floraison qui se déroule du milieu de l'été à la fin de l'automne avec des fleurs blanches. Il peut être cultivé de manière aquatique.

## Étymologie
Hymenocallis est dérivé du grec et signifie « beauté membranée », en référence à sa coupe staminale à filament. Littoralis signifie « grandir au bord de la mer ».

## Synonymes
- Pancratium littorale Jacq.
- Troxistemon littorale (Jacq.) Raf.
- Hymenocallis adnata var. dryandri (Ker Gawl.) Kunth
- Hymenocallis adnata var. staplesiana Herb.
- Hymenocallis americana fo. staplesiana (Herb.) Voss
- Hymenocallis arenaria Herb.
- Hymenocallis dryandri (Ker Gawl.) Sweet
- Hymenocallis insignis Kunth
- Hymenocallis littoralis var. disticha (J. Sim) Herb.
- Hymenocallis littoralis var. dryandri (Ker Gawl.) Herb.
- Hymenocallis littoralis var. longituba Herb.
- Hymenocallis panamensis Lindl.
- Hymenocallis pedalis Herb.
- Hymenocallis staplesiana (Herb.) M. Roem.
- Hymenocallis tenuiflora Herb.
- Pancratium americanum Mill.
- Pancratium distichum J. Sim
- Pancratium dryandri Ker Gawl.
- Pancratium littorale var. dryandri (Ker Gawl.) Schult.

Source : Tropicos Hymenocallis littoralis